# Liste der Finanzminister Nigers
Die Liste der Finanzminister Nigers ist nach Tabellenspalten sortierbar. Sie umfasst alle Finanzminister Nigers seit der Einführung des Amts am 24. Mai 1957 sowie alle jeweiligen beigeordneten Minister und Staatssekretäre.

## Liste
| Name                                   | Ge- schlecht | Funktion | von        | bis        | Beigeordnete Minister und Staatssekretäre |
| -------------------------------------- | ------------ | --- | ---------- | ---------- | --- |
| Issa Diop                              | ♂            | Minister für Finanzen | 24.05.1957 | 20.12.1958 | |
| Barcourgné Courmo                      | ♂            | Minister für Finanzen; vom 25. Juni 1963 bis 23. November 1965: Minister für Finanzen und wirtschaftliche Angelegenheiten                   | 20.12.1958 | 15.01.1970 | |
| Mouddour Zakara                        | ♂            | Minister für Finanzen und Angelegenheiten der Sahara und der Nomaden                                                                        | 15.01.1970 | 15.04.1974 | |
| Moussa Tondi                           | ♂            | Minister für Finanzen; ab 24. Januar 1983: Staatsminister für Finanzen                                                                      | 22.04.1974 | 14.11.1983 | Beigeordneter Minister für Finanzen: Hamid Algabid (ab 24. Januar 1983) |
| Boukary Adji                           | ♂            | Minister für Finanzen | 14.11.1983 | 20.11.1987 | |
| Mamadou Beïdari                        | ♂            | Staatsminister für Finanzen | 20.11.1987 | 21.11.1988 | Staatssekretär für das Budget beim Staatsminister für Finanzen: Wassalké Boukari (ab 15. Juli 1988)                                                                                    |
| Wassalké Boukari                       | ♂            | Minister für Finanzen | 21.11.1988 | 07.11.1991 | Staatssekretär für Finanzen: Ibrahim Koussou (ab 2. November 1990) |
| Laoual Chaffani                        | ♂            | Minister für Wirtschaft und Finanzen; ab 27. März 1992: Minister für Finanzen und Planung                                                   | 07.11.1991 | 23.04.1993 | Staatssekretär beim Minister für Finanzen und Planung: Idé Gnandou (ab 27. März 1992)                                                                                                  |
| Abdallah Boureima                      | ♂            | Minister für Finanzen und Planung | 23.04.1993 | 05.10.1994 | Staatssekretär beim Minister für Finanzen und Planung, zuständig für das Budget: Mohamed Moudy                                                                                         |
| Mohamed Moudy                          | ♂            | Minister für Finanzen und Planung | 05.10.1994 | 25.02.1995 | Staatssekretär für Planung: Gabriel Martin |
| Almoustapha Soumaïla (erste Amtszeit)  | ♂            | Minister für Finanzen und Planung | 25.02.1995 | 01.02.1996 | |
|                                        |              | (nicht vergeben) | 01.02.1996 | 05.05.1996 | Beigeordneter Minister beim Premierminister, zuständig für Finanzen und Planung: Almoustapha Soumaïla                                                                                  |
| Almoustapha Soumaïla (zweite Amtszeit) | ♂            | Minister für Finanzen und Planung | 05.05.1996 | 23.08.1996 | |
| Amadou Boubacar Cissé                  | ♂            | Staatsminister, zuständig für Wirtschaft, Finanzen und Planung                                                                              | 23.08.1996 | 21.12.1996 | Staatssekretär beim Minister für Wirtschaft, Finanzen und Planung, zuständig für Entwicklung und wirtschaftliche Reformen: Yacouba Nabassoua                                           |
|                                        |              | (nicht vergeben) | 21.12.1996 | 13.06.1997 | Beigeordneter Minister beim Premierminister, zuständig für Finanzen: Jacques Nignon |
| Ahmadou Mayaki                         | ♂            | Minister für Wirtschaft und Finanzen | 13.06.1997 | 01.12.1997 | |
| Idé Gnandou                            | ♂            | Minister für Finanzen, wirtschaftliche Reformen und Privatisierung; vom 29. Dezember 1998 bis 16. April 1999 zusätzlich: Regierungssprecher | 01.12.1997 | 20.07.1999 | Beigeordneter Minister beim Minister für Finanzen, zuständig für das Budget: Saïdou Sidibé (ab 16. April 1999)                                                                         |
| Saïdou Sidibé (erste Amtszeit)         | ♂            | Minister für Finanzen und wirtschaftliche Reformen                                                                                          | 20.07.1999 | 05.01.2000 | |
| Ali Badjo Gamatié                      | ♂            | Minister für Finanzen; ab 17. September 2001: Minister für Finanzen und Wirtschaft                                                          | 05.01.2000 | 09.11.2002 | Staatssekretär für wirtschaftliche Reformen: Hamida Arzaké (ab 17. September 2001) |
| Ali Lamine Zeine (erste Amtszeit)      | ♂            | Minister für Wirtschaft und Finanzen | 09.11.2002 | 01.03.2010 | Beigeordneter Minister beim Minister für Finanzen, zuständig für den steuerlichen Rahmen der lokalen Gemeinschaften und des informellen Sektors: Mohamed Anako (bis 30. Dezember 2004) |
| Badamassi Annou                        | ♂            | Minister für Wirtschaft und Finanzen | 01.03.2010 | 21.04.2011 | |
| Ouhoumoudou Mahamadou                  | ♂            | Minister für Finanzen | 21.04.2011 | 02.04.2012 | |
| Gilles Baillet                         | ♂            | Minister für Finanzen | 02.04.2012 | 04.06.2015 | Beigeordneter Minister für das Budget: Mohamed Boucha (ab 13. August 2013) |
| Saïdou Sidibé (zweite Amtszeit)        | ♂            | Minister für Finanzen; vom 3. September 2015 bis 11. April 2016: Minister für Wirtschaft und Finanzen                                       | 04.06.2015 | 15.09.2016 | Beigeordneter Minister (beim Minister für Wirtschaft und Finanzen, zuständig) für das Budget: Mohamed Boucha (bis 11. April 2016)                                                      |
| Hassoumi Massoudou                     | ♂            | Minister für Finanzen | 19.10.2016 | 31.01.2019 | Beigeordneter Minister beim Minister für Finanzen, zuständig für das Budget: Ahmat Jidoud                                                                                              |
| Mamadou Diop                           | ♂            | Minister für Finanzen | 31.01.2019 | 07.04.2021 | Beigeordneter Minister beim Minister für Finanzen, zuständig für das Budget: Ahmat Jidoud                                                                                              |
| Ahmat Jidoud                           | ♂            | Minister für Finanzen | 07.04.2021 | 26.07.2023 | Beigeordnete Ministerin beim Minister für Finanzen, zuständig für das Budget: Salmou Gourouza Magagi                                                                                   |
| Ali Lamine Zeine (zweite Amtszeit)     | ♂            | Premierminister, Minister für Wirtschaft und Finanzen                                                                                       | 09.08.2023 |            | Beigeordneter Minister beim Premierminister, zuständig für Finanzen: Moumouni Boubacar Saidou                                                                                          |